# Paperino, leone e leoncino
Paperino, leone e leoncino (Hook, Lion and Sinker) è un film del 1950 diretto da Jack Hannah. È un cortometraggio animato della serie Donald Duck, prodotto dalla Walt Disney Productions, uscito negli Stati Uniti il 1º settembre 1950 e distribuito dalla RKO Radio Pictures. È stato distribuito anche coi titoli Paperino e il leone e, dal 1990, Paperino, i leoni e la pesca.

## Trama
Mentre Louie il puma cerca di pescare da un laghetto, suo figlio vede Paperino che ha pescato dei pesci grandi e decide di raccontarlo al padre. Louie e il figlio vanno a rubare il pescato di Paperino, ma scoprono loro malgrado che il papero ha ucciso tutti i puma che hanno tentato l'impresa. I due puma tuttavia non si arrendono e, con cautela, cercano comunque di rubare i pesci, ma ogni tentativo fallisce; inoltre Louie riceve diversi spari da Paperino e il figlio è costretto a togliergli i pallini dal didietro.

## Distribuzione

### Edizione italiana
Il corto fu distribuito in Italia il 6 febbraio 1976 abbinato al film Incredibile viaggio verso l'ignoto con il titolo Paperino e il leone. Dopo essere stato incluso nella VHS in lingua inglese, il corto fu doppiato nel 1990 dal Gruppo Trenta per l'inclusione nella VHS Sono io... Paperino. Tale doppiaggio venne utilizzato nelle varie occasioni successive.

### Cinema
- Incredibile viaggio verso l'ignoto (6 febbraio 1976)[2][3]

### Edizioni home video

#### VHS
- Cartoons Disney 5 (novembre 1985)[4]
- Sono io... Paperino (marzo 1990)[1]
- VideoParade vol. 9 (luglio/agosto 1993)[5]

#### DVD
Il cortometraggio è incluso nel DVD Walt Disney Treasures: Semplicemente Paperino - Vol. 3.